# تابع موج

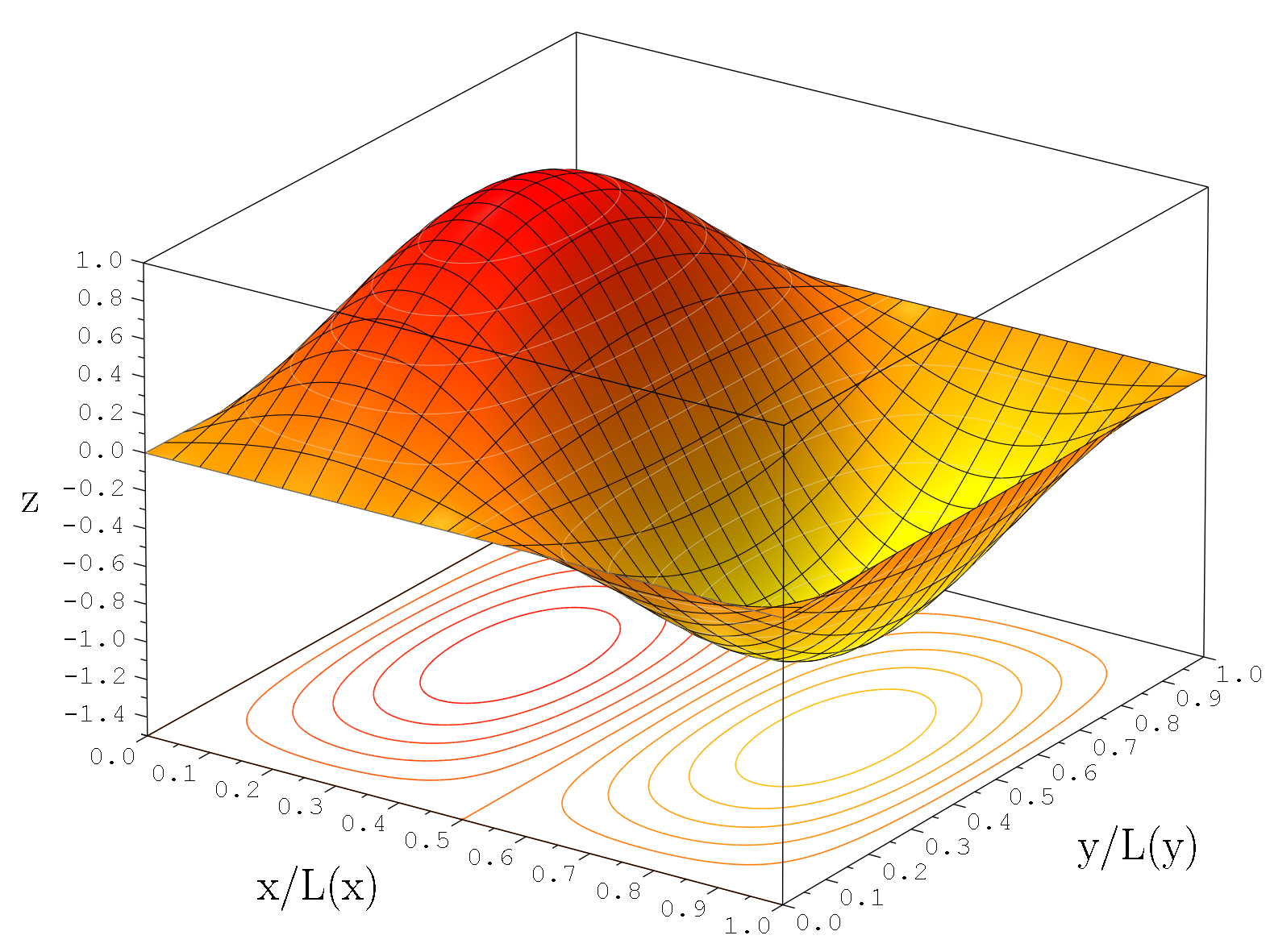
یک نمونه تابع موج سه‌بعدی کوانتمی

تابع موج (به انگلیسی: Wave function) در مکانیک کوانتومی برای هر ذره یا سامانه فیزیکی، یک تابع مختلط است که دربرگیرندهٔ حالات ممکن ذره یا سامانه در فضا است. به‌دلیل نمایش تابع موج در روابط با حروف یونانی ψ و Ψ، با عنوان تابع سای نیز گاهی بیان شده‌است.

## ویژگی‌های تابع موج
تابع موج می‌تواند هم در فضای مکان و هم در فضای تکانه به دست آید که این دو فضا به‌وسیله تبدیل فوریه به یکدیگر وابسته می‌شوند. تابع موج بنابر مسئله مورد بررسی در یکی از معادلات شناخته شده مکانیک کوانتومی (برای نمونه درحالت غیرنسبیتی در معادله شرودینگر) صدق می‌کند. تابع موج را معمولاً با ψ نشان می‌دهند. تابع موج را می‌توان به زبان ریاضی به صورت یک بردار مختلط که تعداد عناصر آن می‌تواند مشخص ویا بی‌شمار یا به‌وسیله یک تابع مختلط که دارای متغیرهای حقیقی باشد نشان داد. تابع موج به صورت بردار مختلط با تعداد عناصر مشخص را می‌توان به صورت: {\displaystyle {\vec {\psi }}={\begin{bmatrix}c_{1}\\\vdots \\c_{n}\end{bmatrix}}}
وبا تعداد عناصر بیشمار به صورت :
{\displaystyle {\vec {\psi }}={\begin{bmatrix}c_{1}\\\vdots \\c_{n}\\\vdots \end{bmatrix}}}
و به صورت تابع مختلط {\displaystyle \psi (x_{1},\,\ldots \,x_{n})} نشان داد.
تابع موج یک موجود مختلط است و مفهوم فیزیکی ندارد. آن‌چیزی که برای ما قابل درک است کمیتی است حقیقی به نام چگالی احتمال که از حاصل ضرب تابع موج در مزدوج خود به دست می‌آید و آن را با P نشان می‌دهیم.{\displaystyle P=\psi \psi ^{\star }}

## مفهوم
دیراک با تعریف و نمادگذاری فضاهای برا (bra) و کت (ket) فرمول‌نویسی و پیکربندی مکانیک کوانتومی را آسان نمود.
تابع موج الکترون یا هر ذره اتمی به تنهایی بیان‌کننده چیزیی نیست و مفهومی ندارد. به علت اصل عدم قطعیت به‌طور دقیق نمی‌توان مکان الکترون، انرژی و… را مشخص کرد. در مکانیک کوانتومی تنها می‌توان از احتمال یک پدیده صحبت کرد. احتمال حضور الکترون در یک مکان خاص، احتمال بودن در تراز انرژی مخصوص، احتمال‌گذار از یک تراز به تراز دیگر و… بر خلاف تئوری‌های پیشین دربارهٔ اتم که آن را به صورت یک هسته که الکترون‌ها و پروتون‌ها در اطراف آن چرخش می‌کردند فرض می‌کردند، در مکانیک کوانتومی الکترون در اطراف هسته قرار دارد، ولی نمی‌توان گفت که در کجا و در چه فاصله‌ای و در چه ترازی قرار دارد.
بلکه با استفاده از پتانسیلی که الکترون در آن قرار دارد و حل معادله شرودینگر برای الکترون و بدست آوردن تابع موج حاکم بر رفتار الکترون، می‌توان بررسی کرد که احتمال حضور الکترون در فاصله به خصوصی از هسته و تراز انرژی آن جه قدر است؛ بنابراین باید تابع احتمال را بدست آورد. تابع احتمال در مکانیک کوانتومی از ضرب تابع موج در مختلط همان تابع بدست می‌آید. به عبارت بهتر باید بر روی تابع موج عمل مجذور مختلط انجام داد.
دنیای مکانیک کوانتومی دنیای عملگرهااست. عمل گر یک وسیله اندازه‌گیری در کوانتوم است. فرض می‌کنیم که می‌خواهیم بدانیم الکترون در چه تراز انرژی قرار دارد. برای این کار روی آن اندازه‌گیری از نوع انرژی انجام می‌دهیم. این عمل در فرمول بندی مکانیک کوانتومی بدین صورت است که عملگر هامیلتونی سیستم (الکترون) که همان وسیله اندازه‌گیری برای انرژی است باید روی تابع موج سیستم (الکترون) اعمال شود که باید نتیجه این عمل به درستی تعبیر شود. اگر تابع موج سیستم (الکترون) بهنجار شده و تابع موج پایه سیستم باشد، آنگاه از اعمال عملگر هامیلتونی روی تابع موج الکترون دو قسمت مجزا بدست می‌آید. یک قسمت عددی با بعد انرژی است که به آن مقدار انتظاری انرژی گویند. قسمت دیگر همان تابع موج سیستم خواهد بود. اما تعبیر این جواب بدین شکل است که:احتمال اینکه الکترون در ترازانرژی بدست آمده (مقدار انتظاری انرژی) باشد برابر است با مجذور مختلط کل جواب بدست آمده از اعمال عملگر هامیلتونی بر روی تابع موج.

## تابع موج برای دو بعد
می‌خواهیم تابعی کلی برای مشخص کردن فاصله از مرکز نوسان (دامنه) تمام نقاط در حال نوسان و انتقال دهندهٔ موج در آن واحد و به صورت فشرده بنویسیم.
توجه داشته باشید که این قسمت در مورد فیزیک کلاسیک است نه کوانتمی و فیزیک جدید و به صورت قطعی موارد مورد نظر را مشخص می‌کند نه بر اساس افزایش احتمال و….
فرض کنید طنابی داریم که می‌خواهیم در آن موج عرضی (موجی که راستای نوسان ذرات عمود بر راستای انتشار موج است) تولید کنیم.
حال یک نقطه از آن مثلاً منبع تولید موج را در نظر بگیرید. می‌دانیم که تابع نوسان آن نقطه به شکل رو به رو است : {\displaystyle U=Asin(wt)}
حال نقطه‌ای دیگر از آن را در نظر بگیرید. متوجه می‌شویم که این نقطه نسبت به منبع تأخر فاز (زاویه) دارد. حال اگر موج به نقطه مورد نظر رسیده باشد
می‌توان نوشت : {\displaystyle U=Asin(wt-\varphi )}
که {\displaystyle \varphi } اختلاف فاز است که بعداً بیشتر در مورد آن و نحوهٔ به دست آوردن آن صحبت می‌کنیم.
حال می‌خواهیم برای کل نقاط روی طناب معادله بنویسیم. اگر موج با سرعت v طول طناب را درنوردد پس به ازای هر متر که جلو رویم به اندازهٔ {\displaystyle {\frac {w}{v}}} فاز تغییر می‌کند.
اگر طناب ما خود در جهت محور Xها و نوسانش در جهت محور Yها باشد داریم : {\displaystyle Uy=Asin(wt-{\frac {w}{v}}x)}
که در اینجا
- U فاصله از مرکز نوسان نقاط
- y راستای فاصله از مرکز نوسان نقاط
- x فاصله نقطه مورد نظر از منبع به متر (متغیر)

هستند.
توجه داشته باشید که:
1. {\displaystyle {\frac {w}{v}}x} همان {\displaystyle \varphi } است که آن را کم کردیم.
2. {\displaystyle {\frac {w}{v}}} را عدد موج می‌نامند که برابر {\displaystyle {\frac {2\pi }{\lambda }}}که در مخرج کسر طول موج می‌باشد. همچنین حرف اختصاصی عدد موج {\displaystyle k} است و می‌توان از آن به جای دو عبارت قبلی استفاده کرد.
3. اگر یک نقطه را مبدأ زمان بگیریم و بر اساس نوسان آن تابع را بنویسیم نیز کاملاً صحیح و حتی کاربردی‌تر است.
4. در حالت بالا اگر نقاط تأخر فاز داشتند باید علامت منها و اگر تقدم فاز داشتند علامت جمع بگذاریم.
5. این رابطه فقط در صورتی صحیح و قابل استفاده می‌باشد که موج به نقاط مورد نظر رسیده باشد.
6. از بازتاب موج و برهمکنش‌های آن صرف نظر کرده‌ایم.

## تاریخچه
تناقض‌هایی که بین آزمایش‌ها در حوزه فیزیک اتمی و زیر اتمی و قوانین فیزیک کلاسیک وجود داشت باعث روآوری فیزیک دانان به مکانیک کوانتومی شد. در حقیقت آزمایش با تئوری سازگاری نداشت و فیزیک کلاسیک نمی‌توانست بسیای از پدیده‌های حوزه اتم را پیش‌بینی کند. از طرف دیگر دوگانگی در رفتار نور و الکترون‌ها که در آزمایش دو شکاف یانگ به وجود آمد علت اساسی تعریف تابع موج برای حرکت‌های اتمی شد. بدین معنا که رفتار الکترون‌ها را به وسیلهٔ تابع موج گونه توضیح می‌دهیم. آنجائیکه الکترون رفتار ذره‌ای دارد، می‌گوییم تابع موج آن جایگزیده است و آنجا که رفتار موج گونه دارد، تابع موج آن گسترده و پخش شده‌است. باید دقت کرد که حرکت الکترون به صورت موج نیست یا خودش نیز موج نیست بلکه ذره است. اما می‌توان رفتار و خصوصیات آن مانند انرژی، حضور در یک مکان و … را به وسیلهٔ تابع موج توضیح داد.
هم چنین اصل عدم قطعیت باعث شده‌است که به‌طور یقیین نتوان گفت که در یک زمان خاص الکترون در کجا قرار دارد. بلکه فقط می‌توان احتمال حضور آن در یک مکان را بررسی کرد. این احتمال از طریق تابع موج وابسته به الکترون بدست می‌آید.